# 维尔茨堡火车总站
维尔茨堡火车总站（德語：Würzburg Hauptbahnhof）是德国巴伐利亚州维尔茨堡的一个火车站，建于1863年，位于内城以北，以取代在市中心的舊路德维希车站。即使在今天，维尔茨堡车站仍是德国巴伐利亚州的主要车站之一，因为它坐落在几条频繁使用的铁路走廊的交汇点。特别是从从汉堡和不来梅到慕尼黑的南北方向路线以及从莱茵-鲁尔和法兰克福到纽伦堡和维也纳的东西向路线。